# Лоп-Нур
Уезд Лопнур (уйг.  لوپنۇر ناھىيىسى‎, Lopnur Nahiyisi) или уезд Юйли (кит. упр. 尉犁县, пиньинь Yùlí Xiàn) — уезд Баян-Гол-Монгольского автономного округа Синьцзян-Уйгурского автономного района Китая.

## История
В древности (во времена империи Хань) в этих местах существовало государство Юйли (尉犂國) с центром в одноимённом городке. Население состояло из 9600 человек (1 200 домохозяйств), 2 000 человек строевых воинов. Китайская администрация: 6 чиновников во главе с хоу и 2 переводчика. На западе располагалось небольшое китайское владение Цюйли (渠梨) 1480 человек, 130 домохозяйств, 150 воинов и один китайский офицер.
В 1898 году здесь был образован уезд Синьпин (新平县). В 1914 году в связи с тем, что в провинции Юньнань есть уезд с точно таким же названием, Синьпин был переименован в Юйли в честь древнего царства. 12 апреля 1950 года был создан Специальный район Яньци (焉耆专区), в состав которого вошёл уезд Юйли. 23 июня 1954 года он был расформирован, и Юйли вошёл в состав Специального района Корла (库尔勒专区). В декабре 1960 года Специальный район Корла был расформирован, и уезд вошёл в состав Баян-Гол-Монгольского автономного округа.

## Административное деление
Уезд Юйли делится на 1 посёлок и 7 волостей.

## Экономика
Уезд является крупным центром хлопководства. 

## Транспорт
В июне 2022 года было введено в эксплуатацию 334-километровое шоссе Юйли — Черчен через пустыню Такла-Макан.